# Conophorus engeli
Conophorus engeli är en tvåvingeart som beskrevs av Paramonov 1940. Conophorus engeli ingår i släktet Conophorus och familjen svävflugor.
Artens utbredningsområde är Turkmenistan. Inga underarter finns listade i Catalogue of Life.